# Popol Vuh (band)
Popol Vuh is een Duitse experimentele rockgroep, opgericht door Florian Fricke in 1969. In het begin was Popol Vuh een van de vroege krautrockgroepen en creëerde vroege elektronische muziek, zoals te horen op het album Affenstunde. Geleidelijk evolueerde de muziek, en werden allerhande instrumenten erbij betrokken: blaasinstrumenten, percussie en snaren, zowel elektronisch als akoestisch. Dit resulteerde in een mystieke aura die de muziek spiritueel en introspectief maakte.
Popol Vuh beïnvloedde veel andere Europese bands met hun unieke zachte en fijne instrumentatie, die zijn inspiratie haalde uit Tibet, Afrika en oud Amerika. Ze creëerden psychedelische klanken en worden door sommige aanzien als de voorlopers van de hedendaagse wereldmuziek en ook van new age muziek.
De band leverde soundtracks voor de films van Werner Herzog, zoals Nosferatu, Aguirre, the Wrath of God, Fitzcarraldo en The Enigma of Kaspar Hauser, waarin Fricke verscheen.
Florian Fricke overleed in München op 29 december 2001, en daarmee hield de groep op te bestaan.

## Discografie

### Albums
- (1970) Affenstunde
- (1971) In den Gärten Pharaos
- (1972) Hosianna Mantra
- (1973) Seligpreisung
- (1974) Einsjäger & Siebenjäger
- (1975) Das Hohelied Salomos
- (1975) Aguirre - Originele soundtrack bij de film Aguirre van Werner Herzog
- (1976) Letzte Tage - Letzte Nächte
- (1977) Herz aus Glas - Originele soundtrack bij de film Herz aus Glas van Werner Herzog
- (1978) Brüder des Schattens - Söhne des Lichts - Eerste versie van de originele soundtrack bij de film Nosferatu van Werner Herzog
- (1978) Nosferatu - Originele soundtrack bij de film Nosferatu van Werner Herzog
- (1979) Die Nacht der Seele
- (1981) Sei still, wisse ICH BIN
- (1982) Fitzcarraldo - Originele soundtrack bij de film Fitzcarraldo van Werner Herzog
- (1983) Agape-Agape
- (1985) Spirit of Peace - Originele soundtrack bij de film Gasherbrum, der leuchtende Berg van Werner Herzog
- (1987) Cobra Verde - Originele soundtrack bij de film Cobra Verde van Werner Herzog
- (1991) For you and Me
- (1995) City Raga
- (1997) Shepherd's Symphony
- (1999) Messa di Orfeo

### Muziekvideo's
- (1995) Kailash, Pilgerfahrt zum Thron der Götter (VHS)

muziek van Florian Fricke / Popol Vuh, camera: Frank Fiedler, productie: Dietr Nyc
- (1996) Sinai-Dessert: Sei Still wisse ICH BIN - dramatisch oratorium met Veruschka von Lehndorff (VHS)

muziek en productie: Florian Fricke, camera: Jörg Schmitt-Reitwein en Thomas Lindner
- (1999) Messa di Orfeo. Good Rooms 1-5. Audio-video-light-production. Time Zone Festival 1998

muzikale leiding: Florian Fricke, camera: Frank Fiedler, productie: Florian Fricke en Frank Fiedler